# Okręg Château-Salins
Okręg Château-Salins (fr. Arrondissement de Château-Salins) – okręg w północno-wschodniej Francji. Populacja wynosi 28 500.

## Podział administracyjny
W skład okręgu wchodzą następujące kantony:
- Albestroff,
- Château-Salins,
- Delme,
- Dieuze,
- Vic-sur-Seille.